# Berge Østenstad
Berge Østenstad (ur. 15 września 1964 w Oslo) – norweski szachista, arcymistrz od 2003 roku.

## Kariera szachowa
Jest, obok Simena Agdesteina, najbardziej utytułowanym norweskim szachistą: w czasie swojej kariery siedmiokrotnie zdobył tytuł mistrza kraju (1984, 1990, 1994, 1997, 1999, 2003, 2004). Trzykrotnie reprezentował Norwegię na szachowych olimpiadach (1984, 1990, 2004) oraz dwukrotnie na drużynowych mistrzostwach Europy (1989, 1992), zdobywając w 1992 r. w Debreczynie srebrny medal za indywidualny wynik na III szachownicy.
Odniósł następujące sukcesy w turniejach międzynarodowych: I miejsce w Oslo (1987, 1991), II m. (za Aleksandrem Goldinem) w Trnawie (1989), I-II m. w Gausdal (1990, Arnold Cup), I-VI w Gausdal (1992, Troll Masters, wraz z m.in. Władimirem Kramnikiem, Konstantinem Lernerem i Vasiliosem Kotroniasem) oraz dzielone I miejsce w turnieju Excelsior Cup w Göteborgu (2003).
Najwyższy ranking w dotychczasowej karierze osiągnął 1 października 2004 r., z wynikiem 2506 punktów zajmował wówczas 5. miejsce wśród norweskich szachistów.